# Dioscore punctifimbria
Dioscore punctifimbria là một loài bướm đêm trong họ Geometridae.